# Religion en Géorgie
La religion en Géorgie est constitutionnellement (depuis 1995) libre, ce qui permet à tout citoyen géorgien de croire ou de ne pas croire, et de pratiquer les rituels de son choix dans le respect des lois assurant la laïcité et le sécularisme. Aux recensements, les habitants peuvent se déclarer « irreligieux », terme qui regroupe les athées et les agnostiques, mais très peu de citoyens s'affichent comme tels, car les traditions religieuses ont un rôle culturel et identitaire même chez les non-croyants et les non-pratiquants. On compte en 2002 83,94 % de citoyens se déclarant chrétiens orthodoxes, et 9,9 % se déclarant musulmans, en majorité sunnites. La Géorgie est laïque en ce sens que, constitutionnellement (depuis 1995), l'État et les communautés religieuses sont indépendants les uns des autres. Toutefois, cette séparation est plus proche du système existant en Belgique, en Suisse et dans les trois départements français d'Alsace-Moselle, que de la « laïcité à la française » : en effet, l'État géorgien rémunère les membres des clergés des religions qu'il reconnaît, et des cours de religion au choix sont offerts par l'école publique.

## Histoire
Le territoire géorgien, en marge du Proche-Orient et du Moyen-Orient, relève du Sud-Caucase, ou Transcaucasie.

### Préhistoire
L'Homo georgicus, ou homme de Dmanissi, découvert en 1991, est désormais la plus ancienne trace humaine de la région, sans traces de rituels ou de cultes. Les ancêtres des Géorgiens sont des tribus proto-kartvelianes, habitant le Sud du Caucase et le Nord de l'Anatolie depuis le Néolithique. Certaines cultures sont certaines : culture de Shulaveri-Shomu (6000-5000 AEC), culture Kouro-Araxe (3400-2000 AEC), culture de Maïkop (3500-2500 AEC), culture de Trialeti (2100-1350 AEC). Leur étude apporte déjà de nombreuses informations sur les différents groupes ethniques ancêtres des Géorgiens et leurs rites funéraires.

### Protohistoire
La Diaokhi ou Daïaène est une des origines probables des populations qui vont former la Colchide (1650-164 AEC), l'Ibérie du Caucase (Karthli), l'Albanie du Caucase, la Mingrélie, l'Iméréthie, la Meskhétie, la Svanétie, la Touchétie et les autres régions où l'on parle des langues kartvéliennes et des dialectes apparentés : anciens peuples géorgiens.
Le plus ancien site mégalithique actuellement connu est celui de Zorats Karer ou Karahunj (« voix des pierres »), dans la province Arménienne du Syunik), peut-être un observatoire céleste, vieux de 6 000 à 8 000 ans, et datant donc du IVe ou VIe millénaire av. J.-C.. Une partie des objets découverts sur le site sont visibles au Musée historique de Sisian et au Musée d'histoire de l'Arménie à Erevan.
Le royaume d'Urartu (860-590 AEC) est le seul des royaumes antiques d'Anatolie dont le territoire recouvre une partie du territoire de la Géorgie actuelle. En témoignent divers pétroglyphes, et les ruines de quelques forteresses urartéennes (Liste de fortifications en Arménie (de)).
Au village arménien de Taronik (province/marz d'Armavir, le site du château de Metsamor (en), fouillé à partir de 1965, héberge les restes d'une forteresse du IVe millénaire, détruite par les Urartéens au 8e siècle AEC, avec mur cyclopéen, alignement de menhirs, cimetière de cent hectares (de personnages importants avec sépulture d'animaux, de domestiques, d'esclaves), cercueils en bois, bijoux en or et en pierres semi-précieuses, céramiques émaillées, artisanat hellénistique, etc. Et les invasions assyriennes ou mannéennes n'ont pas manqué n'influencer à leur tour les religions caucasiennes.
De cette protohistoire datent pour l'essentiel les figures et les récits de la Mythologie géorgienne (ka) et des autres mythologies caucasiennes (voir religions païennes en Azerbaïdjan (en)). La culture colchidienne (redécouverte en 1935) s'étend de l'âge du bronze ancien jusqu'au début de l’âge du fer, sur une période datée entre 2 700 et 700 ans av. J.-C. Le royaume de Colchide, qui en est l'héritier, est en relations au moins commerciales avec la colonisation grecque en Mer Noire, particulièrement dans la région du Pont.

### Mythologie géorgienne ancienne
Dans la mythologie géorgienne préchrétienne, l'univers est une sphère qui comprend trois mondes appelés skneli (სკნელი):
- le monde divin zeskneli (ზესკნელი), blanc comme les neiges éternelles des montagnes sacrées ;
- le monde du milieu, la terre, domaine des mortels, dont le centre, entre le Grand Caucase et le Petit Caucase, présente deux régions, l'une antérieure : tsina samkaro (წინა სამყარო) ou tsinaskneli (წინასკნელი) et l'autre postérieure : ukana samkaro (უკანა სამყარო) ou ukana skneli (უკანასკნელი), au-delà desquelles les territoires extérieurs sont divisés par sept ou neuf montagnes ou mers, qu'un héros ne peut traverser qu'en subissant d'abord une initiation qui doit le transformer spirituellement : la gardatsvaleba (გარდაცვალება) qui signifie plus ou moins « mort-renaissance » et qui requiert l'aide d'animaux symboliques, tels que le Paskunji, le Rashi et autres griffons, dragons et oiseaux magiques. Le vert de l'aube et le rouge du crépuscule sont les couleurs de ce monde ;
- le monde souterrain des ogres, les serpents et les démons kveskneli (ქვესკნელი). Le noir est la couleur de kveskneli.

Au début, il n'existait que le dieu principal Morige ḡhmert̕i (მორიგე ღმერთი) et sa sœur. Morige ḡhmert̕i est lumineux et créateur, il réside au zeskneli ; sa sœur est démoniaque et destructrice et réside au kveskneli. Les hommes et les femmes sont des émanations ou des substituts des dieux d'en haut et des démons d'en bas, selon celui ou celle qui aura le plus d'influence sur la destinée de chacun. Le même principe vaut pour tout l'univers dont les composantes, vivantes ou non, se divisent en deux séries antagonistes, l'une divine, sociale et ordonnée, l'autre démoniaque, sauvage et chaotique. Le monde du milieu habité par les humains est un carrefour de passage et de rencontre, et les êtres qui le peuplent n'ont pas d'essence en eux-mêmes, n'étant que des émanations des mondes divins ou souterrains, ou bien de leurs unions.

### Zoroastrisme
Un syncrétisme s'est produit entre la mythologie géorgienne ancienne et le zoroastrisme, monothéisme à cosmologie dualiste (en) : zoroastrisme, mazdéisme, zervanisme, ou autre version. Cette religion, d'origine indo-iranienne, privilégiée, est devenue à certaines périodes religion d'État des souverains mèdes, achéménides puis sassanides, a été importée, et imposée, par l'occupant perse (religion de la Perse achéménide), pendant au moins cinq siècles où la société géorgienne s'iranise progressivement (sans qu'on puisse encore déterminer dans quelles proportions il s'agit vraiment d'une Persibérie) : temple du feu, calendrier zoroastrien, fêtes zoroastriennes, dont norouz. Une question importante reste celle des origines ou des influences de l'architecture religieuse chrétienne géorgienne, où l'on perçoit des influences hellénistiques, paléochrétiennes (syriennes à plan basilical) mais aussi perses et zoroastriennes.
D'après la source controversée qu'est l’Histoire de la Kartlie (rédigée au XIIe siècle par l'évêque Léon de Rouissi), ces croyances seraient liées à la période des guerres civiles qui sévirent en Géorgie orientale pour la succession de Mtskhetos : les Géorgiens auraient oublié leur dévotion envers un Dieu unique et auraient commencé à « invoquer le soleil et les étoiles ». Quoi qu'il en soit, la similitude entre les panthéons géorgiens, persans et hittites est frappante, les noms de certains dieux sont même similaires chez les Géorgiens et les Hittites : voir Mythologie géorgienne (ka).
La première unité religieuse géorgienne pré-chrétienne, est réalisée en Ibérie au IIIe siècle av. J.-C., quand le roi Pharnabaze Ier (430-370 AEC environ), parmi d'autres réformes engagées durant un règne de 60 ans, impose un Panthéon unique à son peuple, avec une trinité dirigée par Armazi, dieu de la Lune et dieu des Dieux, variante probable de l'Arma hittite, accompagné de ses deux fidèles parèdres, Gatsi et Gaïm (en), réputés pour correspondre aux Attis et Cybèle des croyances anatoliennes. Puis viennent les divinités inférieures : Dali (en) déesse de la chasse et de la fertilité, Otchopintre dieu des forêts et du vin, et des héros comme Amiran, l'équivalent géorgien du Prométhée grec. 
De grands bouleversements se produisirent au IVe siècle de notre ère lorsque le roi Mirian III d'Ibérie se convertit au christianisme et abandonne les divinités géorgiennes. Le peuple fut plus réservé : des éléments de coutumes polythéistes  subsistèrent dans la religion chrétienne. Armazi fut assimilé à Saint Georges de Lydda, Tetri Giorgi, saint protecteur de la Géorgie depuis le Moyen Âge (célébration encore accompagnée de sacrifices d'animaux dans certaines régions montagneuses du pays).

### Christianisation
- Christianisation de l'Ibérie, christianisme en Géorgie (en)

Selon la tradition, la première évangélisation daterait de l'âge apostolique, de l'action de l'apôtre André (mort crucifié en 60 à Rome).
En 301 (ou 313), Tiridate IV d'Arménie, roi d'Arménie de 298 à 330, se convertit au christianisme sous l'inspiration de Grégoire Ier l'Illuminateur, fonde l'Église apostolique arménienne, et définit ce christianisme comme religion officielle unique.
Le royaume de Lazique, héritier du royaume de Colchide, se convertit au christianisme vers 350.
Il est incorporé tout comme celui d'Abkhazie par l'Empire byzantin vers 562.
La liste des guerres de la Géorgie est longue.
La difficile conquête musulmane de la Géorgie (645-1122) (après la plus évidente conquête musulmane de l'Arménie (638-639)) se termine par une croisade géorgienne (1048-1210, avec les Coumans-Kiptchaks) contre les Seldjoukides de l'émirat de Tbilissi (736-1122) et une période de reconstruction, avec David le Bâtisseur.
- Basilique de Dolopochi (en) (vers 387)
- Monastère de Samtavro (vers 380, Mtskhéta)
- Basilique de Chabukauri (en) (vers 450 ?)
- Les treize pères assyriens (en)
- Monastères en Géorgie

### Division de la Géorgie
Une partie de la Géorgie (actuelle) est pendant un siècle sous la domination de deux fédérations tribales sunnites Oghouzes/Turcomanes, les Qara Qoyunlu (Moutons noirs, 1375-1469) et les Aq Qoyunlu (Moutons blancs, 1375-1508).
Durant plus de 300 ans, les terres géorgiennes sont soumises à un long chaos, entre les pressions turques ottomanes à l'ouest et perses séfévides à l'est : guerres ottomano-persanes.
La division du royaume de Géorgie, de 1490 à 1810 permet au Catholicossat-Patriarcat de toute la Géorgie de maintenir un certain sentiment national, à travers une unité linguistique et religieuse.
Le statut de dhimmi est globalement davantage accepté que la conversion à l'islam.
Le territoire de l'Eyalet de Tchildir (1578-1845) est aujourd'hui partagé entre la Géorgie (Adjarie et Samtskhé-Djavakhétie) et la Turquie (provinces d'Artvin, Ardahan et Erzurum).
L'Eyalet de Trébizonde (1598-1867) puis Vilayet de Trébizonde (1867-1923) est globalement rattaché à la Turquie.
Le territoire de l'Eyalet de Kars (1578-1845) est rattaché à la Turquie.
Le territoire du Pachalik d'Erzurum (1533-1865), qui est habité en partie par des populations arméniennes et géorgiennes (İspir), est rattaché à la Turquie.

### Empire russe
Lors de la vice-royauté du Caucase (1785-1917), l'implantation de populations russes, mais aussi allemandes, rétablit les cultes chrétiens.

## Religions actuelles

### Christianisme
Le christianisme est la principale religion de la Géorgie depuis des siècles : aujourd'hui, 88,6 % de la population géorgienne se revendique chrétienne. La nation géorgienne est considérée comme la troisième à avoir adopté cette religion comme religion d'État, après l'Arménie et l'Éthiopie.  Les chrétiens ont longtemps été persécutés par les différentes autorités dominatrices du Caucase.  Durant les premiers siècles les Sassanides imposaient déjà les règles du zoroastrisme en Ibérie, persécutant ceux qui refusaient de se soumettre. Durant le Haut Moyen Âge, les Arabes ont fait de nombreux martyrs parmi la population et la noblesse du pays. Du XVIe au XVIIIe siècle, les Turcs et les Persans ont fait de même. Plus récemment, les Soviétiques ont ordonné la fermeture de 1 500 églises pour les seules années 1920.

#### Orthodoxie
L'Église orthodoxe géorgienne, Église orthodoxe autocéphale apostolique de Géorgie ou Catholicossat-Patriarcat de toute la Géorgie, créée par Saint-André (selon la tradition), est autocéphale depuis 484. La Russie abolit l'autocéphalie en 1811.
La population géorgienne (à 83,9 %) déclare relever de l'Église apostolique de Géorgie, dirigée depuis le 25 décembre 1977 par le Catholicos-Patriarche Ilia II, Archevêque de Mtskhéta et de Tbilissi. 
La Constitution de Géorgie, adoptée en août 1995, définit le rôle particulier de l'Église orthodoxe dans la vie nationale, mais garantit l'indépendance de l'État vis-à-vis de l'Église :  un accord est signé en 2002 entre le président Edouard Chevardnadze et le Patriarche Ilia II, officialisant les relations entre les deux entités. 
Depuis la révolution des Roses, le poids de l'Église orthodoxe de Géorgie sur les gouvernements successifs s'est accru : aucune des réformes sociétales envisagées n'a en définitive été mise en œuvre. 
Au-delà du pouvoir spirituel, elle constitue un pouvoir temporel dont le financement est généralement considéré comme peu transparent. 
Depuis 2006, la nouvelle et majestueuse cathédrale de la Sainte-Trinité de Tbilissi (Cathédrale Samebà), dans le quartier d'Avlabari, est le siège du patriarcat. L'ensemble comporte un clocher indépendant, la résidence du patriarche, un monastère, un séminaire clérical et une académie théologique, plusieurs ateliers, des lieux de repos, etc. Le "symbole du renouveau national et spirituel géorgien" est en partie construit sur un ancien cimetière arménien (Khojavank) détruit (avec son église) à l'époque de Lavrenti Beria (né en Abkhazie).

##### Orthodoxie russe
Il existe par ailleurs des fidèles de l'Église orthodoxe russe sur le territoire géorgien. Les offices, en russe, concernent un public mélangé, qui se réclame des cultures géorgienne et russe.
En 1811, l'autocéphalie de l'Église orthodoxe géorgienne est abolie par la Russie. La résistance est forte, la réaction également.
L’exarchat de Géorgie, aussi appelé Exarchat de Géorgie-Iméréthie puis Exarchat du Caucase, est une subdivision religieuse du patriarcat de Moscou et de toutes les Russies ayant existé entre 1811 et 1917.

#### Orthodoxie sur les territoires séparatistes
Dans les provinces séparatistes de Géorgie, les populations sont également à majorité chrétienne. Toutefois, des entités religieuses « dissidentes » occupent les sièges spirituels des républiques autoproclamées. Ainsi, existent une Éparchie d'Abkhazie, non reconnue par Constantinople, de même qu'une Éparchie d'Alanie, dépendante de l'Église orthodoxe de Grèce - Saint-Synode en résistance, en Ossétie du Sud.

#### Église apostolique arménienne
Le Catholicossat de tous les Arméniens, fondé en 314 (selon la tradition), entretient un diocèse de Géorgie. 
Ses fidèles représentent 3,9 % de la population du territoire géorgien, en décroissance.
L'Église apostolique arménienne, autocéphale, est aussi connue comme Sainte Église universelle apostolique orthodoxe arménienne, Église arménienne orthodoxe, Église grégorienne arménienne, Église apostolique arménienne grégorienne, Église d'Arménie.
En 1937-1938, le monastère de Vank à Tbilissi (en) (Pashavank) est démoli par les soviétiques. De nombreuses églises arméniennes sont désaffectées ou réaffectées à l'église nationale. Après rénovation, l'Église Saint-George de Tbilissi (en), siège du diocèse géorgien, a été à nouveau consacrée en 2015.
Le Catholicossat arménien de Cilicie est toujours actif, international, auprès de la diaspora arménienne.
L'Église albanienne a été abolie par la Russie en 1815.
- Arméniens de Géorgie, Arméniens à Tbilissi (en), Arméniens en Samtskhé-Djavakhétie (en)
- Églises arméniennes à Tbilissi (en), Cimetière de Vera (Tbilissi) (en)

#### Catholicisme romain
En 1993, une administration apostolique de rite latin est établie, à Tbilissi, pour les populations (50 000 adeptes, chiffre proche de la situation de 1914) d'Arménie, Géorgie et Azerbaïdjan.
Le catholicisme romain en Géorgie est principalement la communauté catholique romaine, de rite latin, qui compte 19 195 fidèles lors du recensement national de 2014, selon l'Office national des statistiques de Géorgie.

#### Communauté grecque-catholique
Du XVIIIe siècle jusqu'aux années 1930, a existé officiellement une communauté grecque-catholique géorgienne estimée à 8 000 adeptes.
En 1845, la Russie interdit le rite byzantin, et l'Église (originellement en 337 de rite syro-antiochien (en)) adopte le rite arménien.
La communauté grecque-catholique géorgienne, de rite byzantin, compte environ 500 fidèles, autour de la ville de Gori.

#### Protestantisme
Il existe également de petites communautés protestantes comme celle de l'Église évangélique-baptiste, particulièrement active auprès des Moloques.
L'évêque en est Rusudan Gotsiridze, activiste féministe et défenseure des droits des minorités LGBT, prix international de la femme de courage 2014.
Une petite communauté de Témoins de Jéhovah existe également. Ils restent interdits en Abkhazie,

### Autres religions

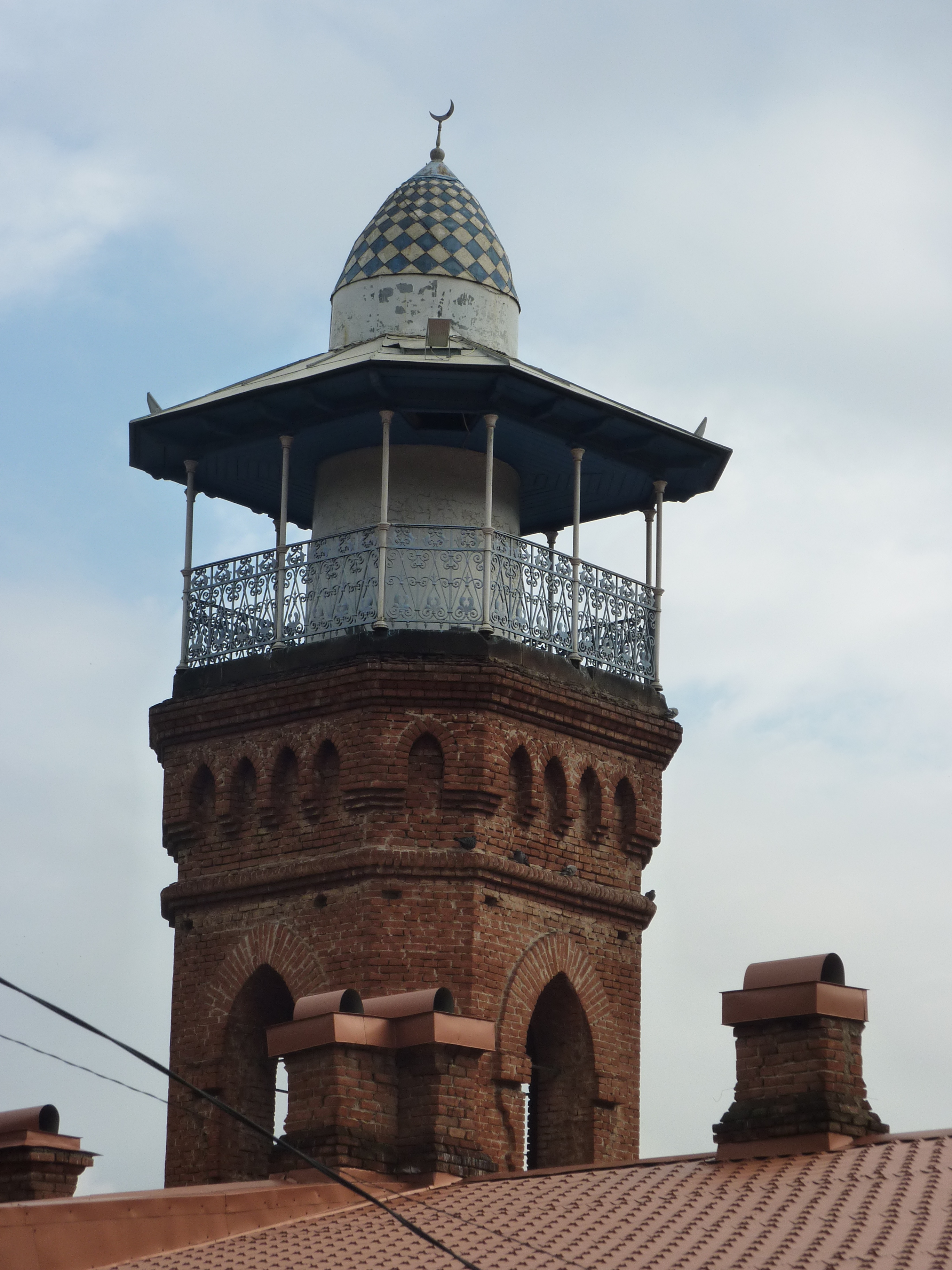
La seule mosquée subsistante à Tbilissi.

Minbar d'une mosquée de Batoumi.

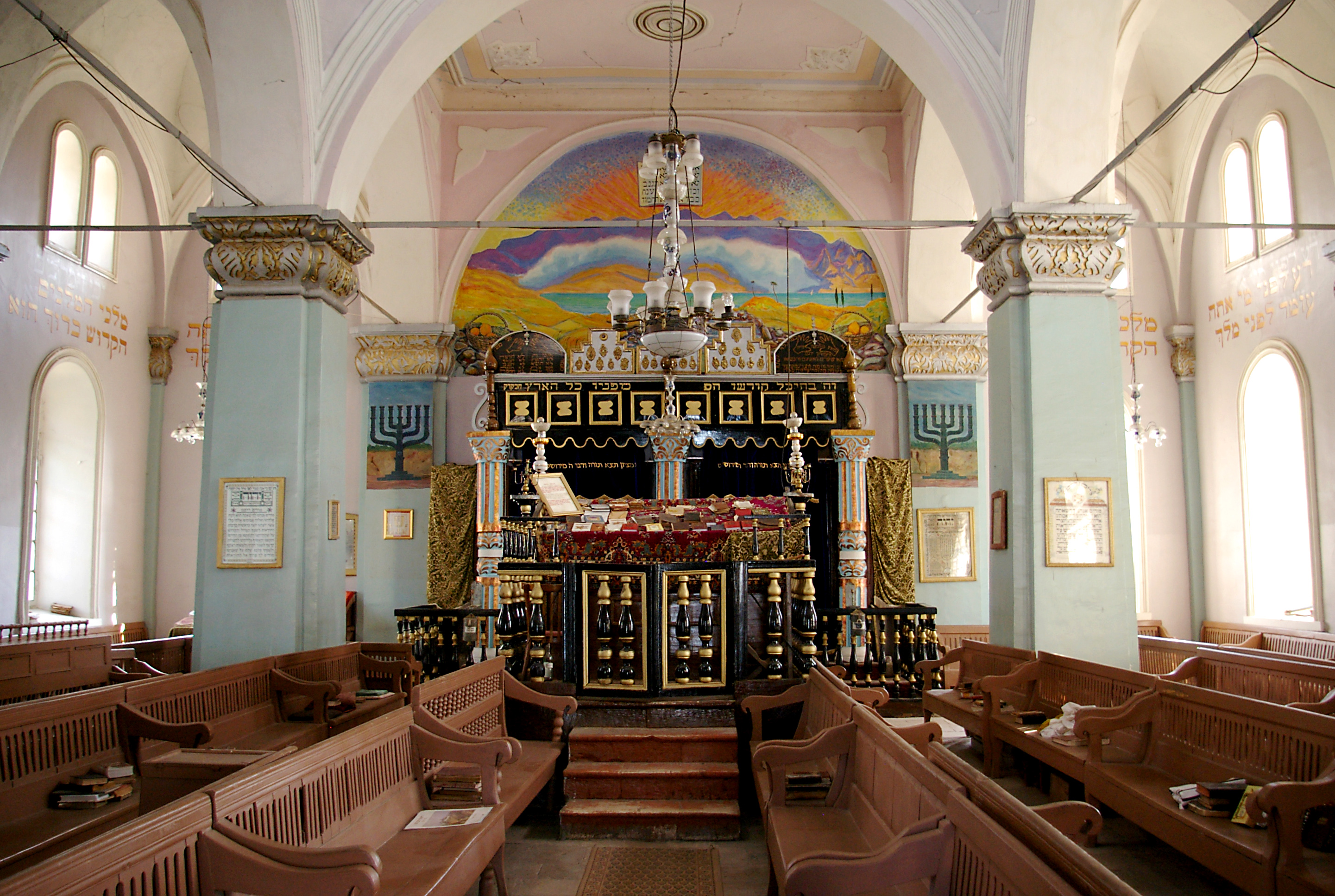
Synagogue de la ville d'Oni.

#### Islam
En 2020, l'Islam en Géorgie concerne 9,9 % de la population géorgienne, composant ainsi la seconde religion après le christianisme orthodoxe.  
La répartition de l'islam en Géorgie est inégale.
La majorité des Géorgiens musulmans réside dans la république autonome d'Adjarie, où ils représentent 30 % de la population, contre 64 % de chrétiens. 
Dans cette région, gouvernée de 1991 à 2004 par un dirigeant musulman (Aslan Abachidze), les « musulmans géorgiens » (comme ils sont surnommés) sont principalement sunnites, en raison de l'activité des missionnaires turcs. 
En effet, l'Adjarie a embrassé l'islam dès la mi-XVe siècle, à son intégration dans l'Empire ottoman (comme la Géorgie occidentale).
Une mosquée sur la côte de la mer Noire marque la frontière entre la république autonome d'Adjarie et la Turquie.  
Il existe des minorités musulmanes sunnites 
- dans la communauté meskhète (1 000 personnes aujourd'hui), dont près de 100 000 membres sont en exil depuis les déportations soviétiques,
- dans les Gorges de Pankissi où les Kistes, groupe ethniquement proche des Tchétchènes et des Ingouches, se sont établis en deux étapes [guerres caucasiennes contre les autorités russes au XIXe siècle,  bombardements russes de la première guerre de Tchétchénie (années 1990)],
- en Abkhazie séparatiste.

Les autres musulmans de Géorgie, chiites pour la plupart, habitent en Géorgie orientale, en Basse Kartlie où les Azéris se sont islamisés depuis les invasions séfévides du XVIIe siècle.  
En 1991, lors du retour à l'indépendance, la politique nationaliste du chef d'État géorgien Zviad Gamsakhourdia défavorise les musulmans, malgré leur présence ancienne sur le territoire géorgien, avec pour raison officielle des persécutions qu'ils auraient fait subir aux chrétiens depuis 1 400 ans.
La citoyenneté géorgienne n'étant plus garantie aux non-fidèles de l'Église orthodoxe de Géorgie (principe de la « Géorgie aux Géorgiens »), une vague musulmane d'émigration se déclenche, notamment vers la Russie, faisant baisser la population musulmane géorgienne de 12 % à moins de 10 %.
Sous la présidence d'Edouard Chevardnadze (1992-2003), le Catholicossat-patriarcat de Géorgie engage une politique de conversion encouragée par le gouvernement.
À partir de 2004, le président Mikheil Saakachvili rompt avec la culture laïque et change les symboles nationaux comme le nouveau drapeau, « drapeau aux cinq croix » qui tire ses origines des Croisades et du règne du roi Vakhtang Ier Gorgassali (Ve siècle) (considéré comme saint par les orthodoxes géorgiens).
- Liste des mosquées en Géorgie (en)

#### Judaïsme
La communauté juive en Géorgie, forte de 10 000 membres (dont 3 000 pratiquants), est la plus faible des trois religions monothéistes présentes. 
La longue histoire des Juifs en Géorgie (2 600 ans) tient son origine à deux vagues d'émigration du peuple d'Israël vers la région de Mtskheta au VIe siècle av. J.-C. et  au Ier siècle.
La communauté a compté plus de 100 000 membres. 
Si la communauté juive a bénéficié tout au long de l'histoire de la tolérance des monarchies et des clercs, ainsi que de l'opinion publique, « les chartes des siècles ultérieurs qui définiront le statut juridique des Juifs géorgiens, ne contiendront pas de traces de discrimination religieuse, sociale, politique ou autres à leur égard », elle a subi les aléas des différentes invasions, arabe, mongole, turque, persane et russe, comme les autres populations géorgiennes. Cette tolérance a permis d'éviter tout pogrom, même si les périodes de tension n'ont pas manqué. 
Dès les premiers craquements de l'URSS, le 6 août 1969, les Juifs géorgiens ont pris l'initiative d'une lettre aux Nations unies pour alerter la communauté internationale et demander le droit au retour en Israël. L'ouverture des frontières, la guerre civile et les difficultés économiques de la décennie 1990 ont encouragé 90% d'entre eux à l'émigration. Après 2 600 ans de présence juive, les synagogues de Koutaïssi, Tbilissi et Oni accueillent aujourd'hui les derniers fidèles.
- Histoire des Juifs en Géorgie, Juifs des montagnes, Juifs Mizrahim
- Judéo-géorgien (jusqu'à 75 000 locuteurs dans le monde)
- Grande synagogue de Tbilissi (1895-1903), Synagogue d'Oni (1895), Synagogue de Koutaïssi (1885),
- Congrégation des Juifs de Géorgie (en),

#### Yézidisme
La diaspora yézidie en Géorgie compte en 2014 une population de 12 174 membres,.
Elle dispose d'un temple yézidi,, érigé en 2015 à Tbilissi-Varketili.

#### Bahaïsme
Le bahaïsme en Géorgie (en) apparaît vers 1850, réapparaît vers 1930, installe en 1991 sa première assemblée spirituelle baháʼíe (en), est estimée en 2005 à 1 588 adeptes.
À la suite des persécutions contre les Baháʼís (en), à diverses périodes, en divers lieux, la situation est équivalente dans les pays voisins au début du XXIe siècle : 1000 adeptes du bahaïsme au Turkménistan (en), 770 du bahaïsme en Ouzbékistan (en), 1638 du bahaïsme en Azerbaïdjan (en), 1000 du bahaïsme en Ukraine (en).

#### Hindouisme
Une faible minorité appartient à l'Association internationale pour la conscience de Krishna (créée en 1966 aux États-Unis).

#### Néo-paganisme
Le néo-paganisme caucasien (en), protochroniste, reconstructionniste est assez vivace, en réaction à la fois à l'orthodoxie russe et aux diverses politiques :
néopaganisme abkhaze, Adyghe Habze (en) ((k)habzisme), assianisme (Ætsæg Din, Uatsdin, néo-paganisme scythe, Sept temples d'Abkhazie (en)), hétanisme (néo-paganisme arménien), Tsékhakronisme (Garéguine Njdeh(1886-1955)), religion vainakh (en) (ethnies ingoutches et tchétchènes).
La Géorgie semble ne pas encore participer à cette dynamique.

## Pluralisme religieux
L'article 19 de la Constitution de la république de Géorgie garantit la liberté de croyance et de religion, mais seule l'Église orthodoxe de Géorgie a eu jusqu'en 2011 une existence légale (Concordat avec l'État de 2002). 
L'amendement voté par le Parlement le 5 juillet 2011 permet aux autres religions de formuler une demande d'enregistrement : si 4 minorités religieuses en ont fait immédiatement la demande, elles étaient 52 à la fin 2014 dont 4 se réclamant de l'islam, 3 du catholicisme, 2 du judaïsme, 2 du protestantisme (Luthériens et Évangélistes Baptistes) et 1 du yézidisme. Le texte initial de l'amendement, finalement repoussé, mentionnait précisément l'Église catholique romaine, l'Islam en Géorgie, le Judaïsme en Géorgie, l'Église apostolique arménienne et l'Église Évangéliste Baptiste, ce qui aurait constitué une reconnaissance de jure des minorités religieuses liées à l'histoire du pays.
Les réserves apportées par l'Église orthodoxe de Géorgie à l'évolution vers le pluralisme religieux et vers la laïcisation de la société civile en Géorgie rejoignent celles de  l'Église orthodoxe de Russie en Russie, à laquelle elle est liée par des liens de proximité datant du XXe siècle: elle considère que son statut privilégié vis-à-vis de l'État ne peut être remis en cause, en particulier l'exemption d'impôts sur les ressources financières.
Devant les pressions internationales (Cour européenne des droits de l'homme en particulier), une agence gouvernementale des Affaires religieuses a été créée en février 2014, avec pour objectif la coordination de la politique gouvernementale en termes religieux (éducation, propriété, financement...). Le rapport annuel de 2014 du département d'État des États-Unis n'en demeure néanmoins pas très critique.

## Galerie

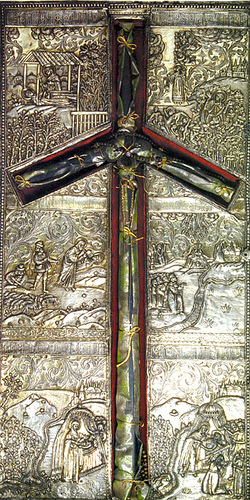
Croix de la Grappe ou Croix de sainte Chrétienne de Géorgie
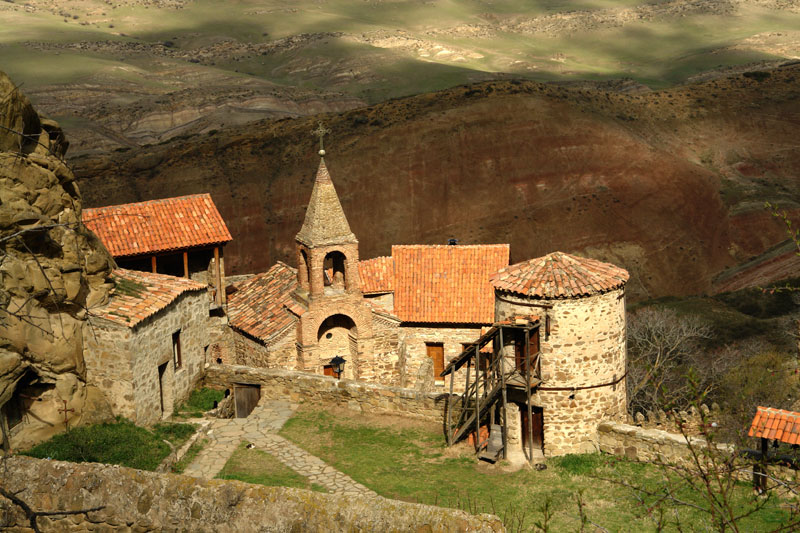
Monastère de David Garedja
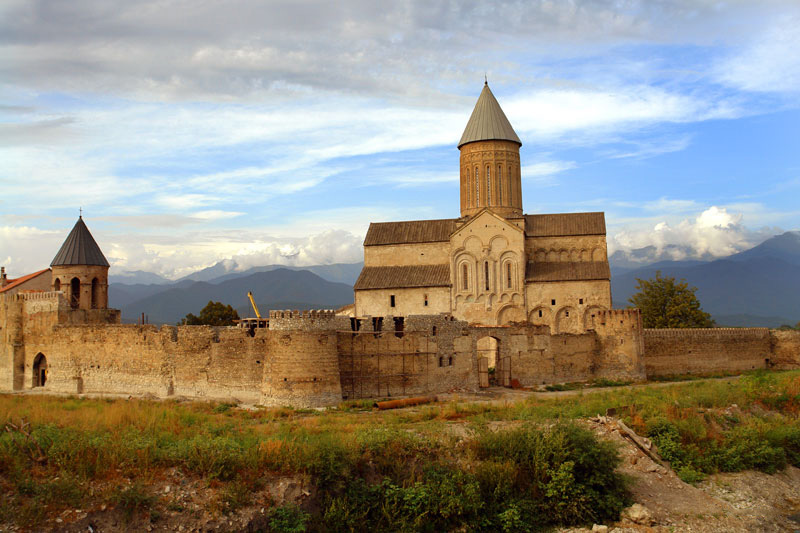
Monastère d'Alaverdi
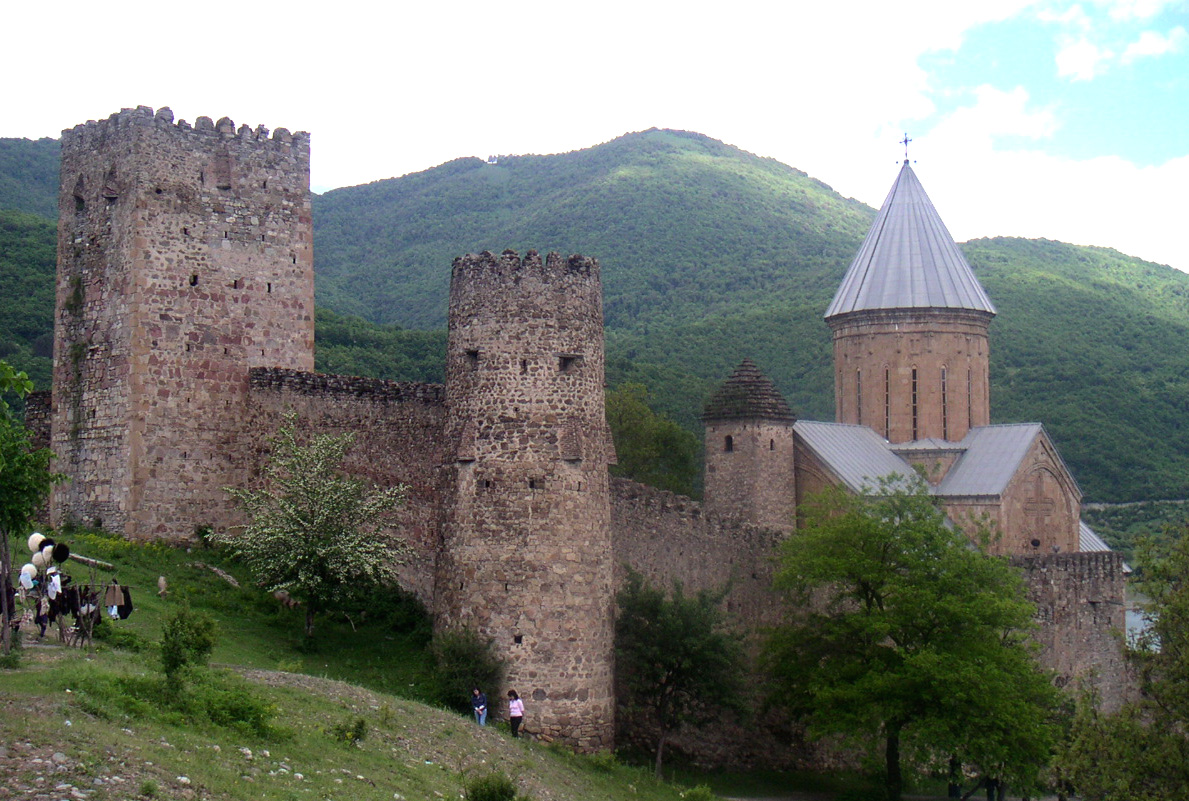
Monastère d'Ananouri
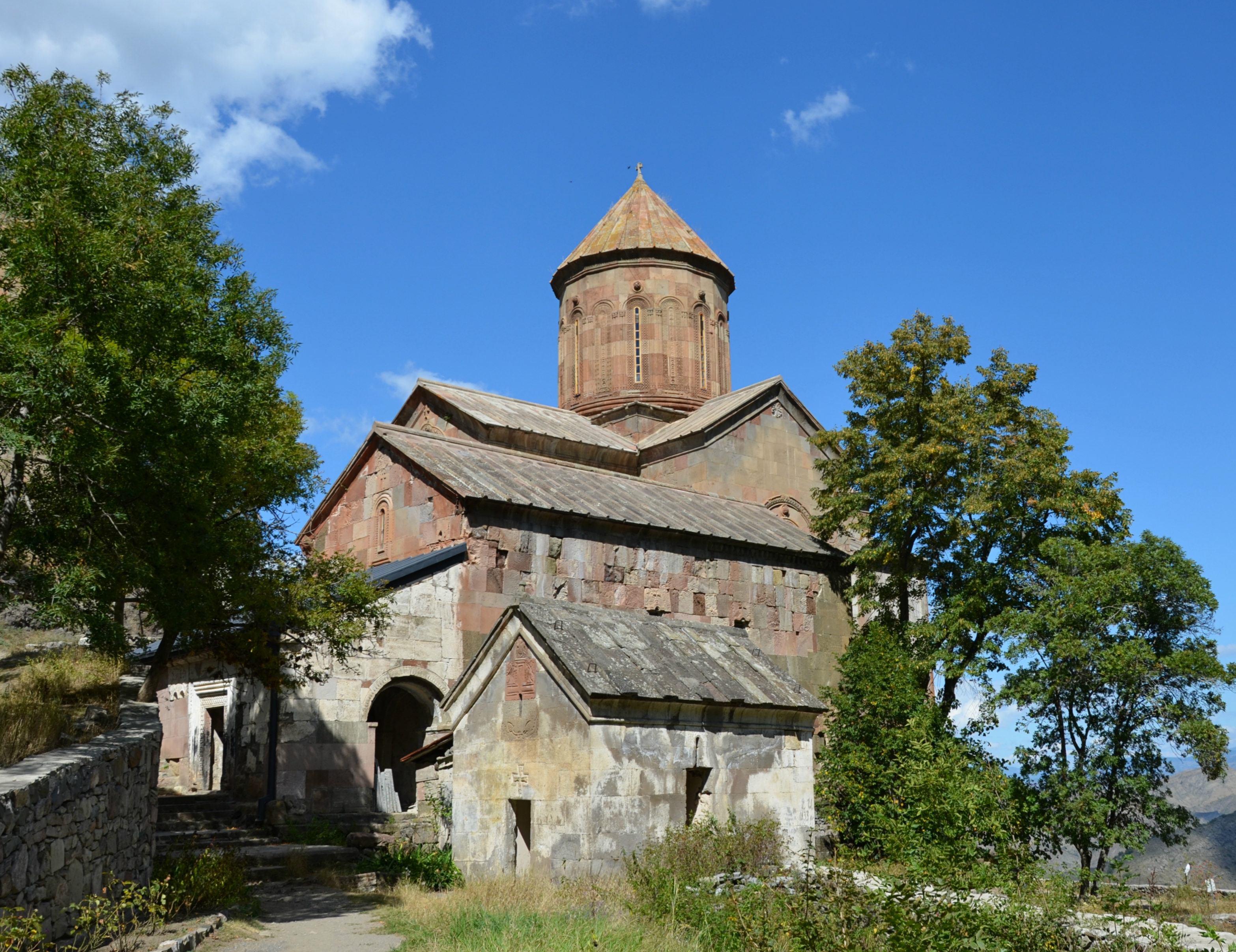
Église Saint-Sabas, Monastère de Sapara
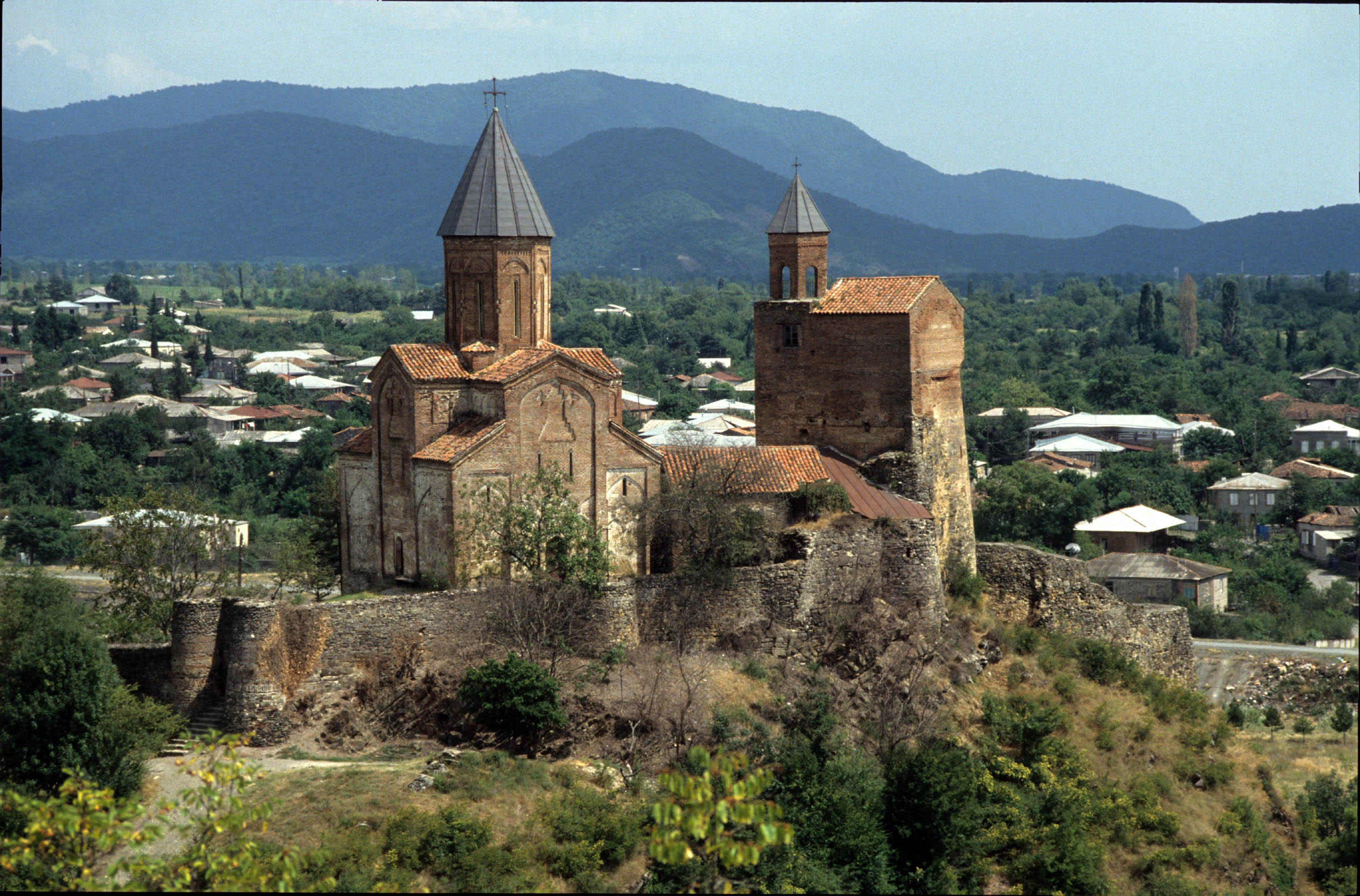
Église de Gremi
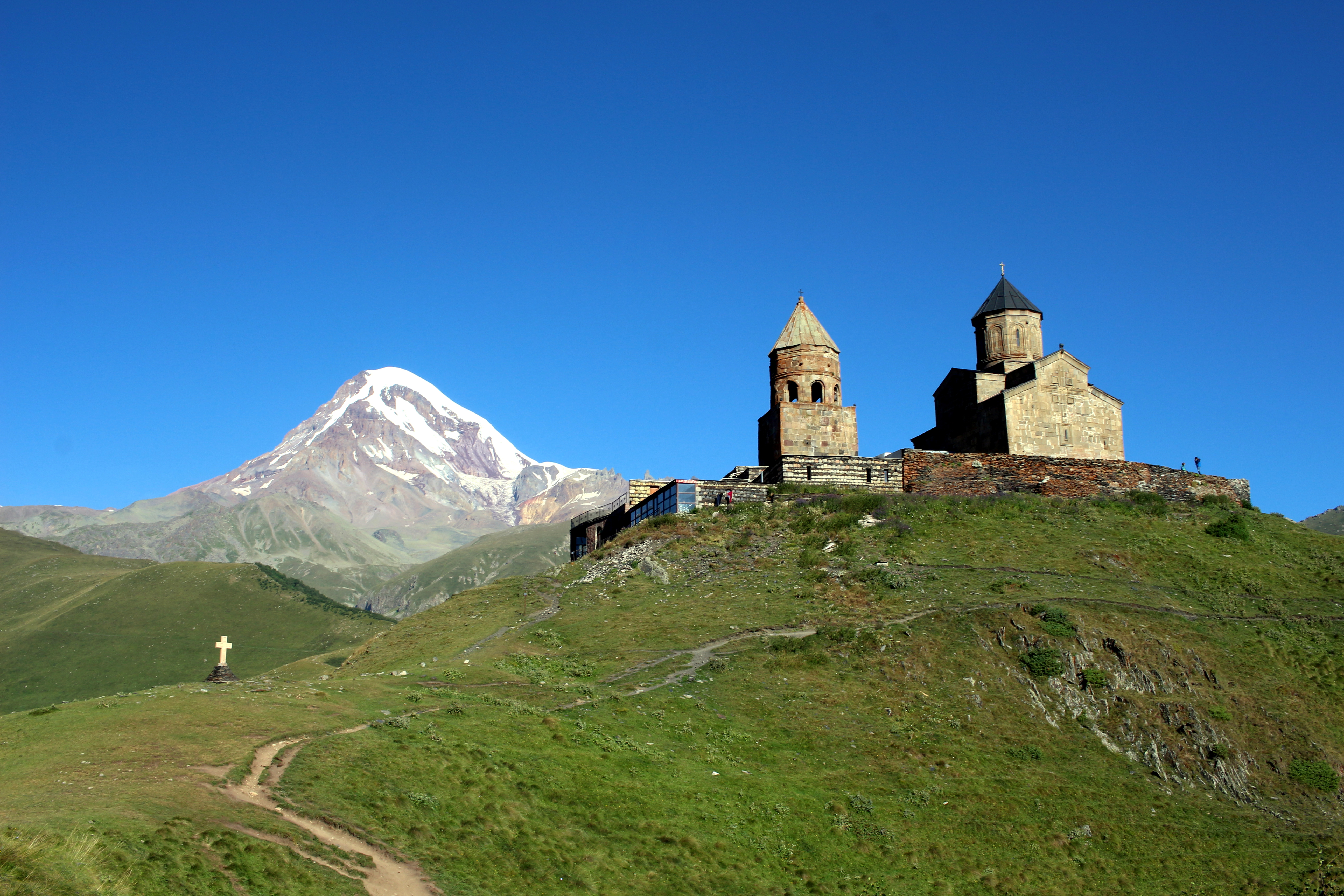
Église de la Trinité de Guerguéti, à Stephantsminda
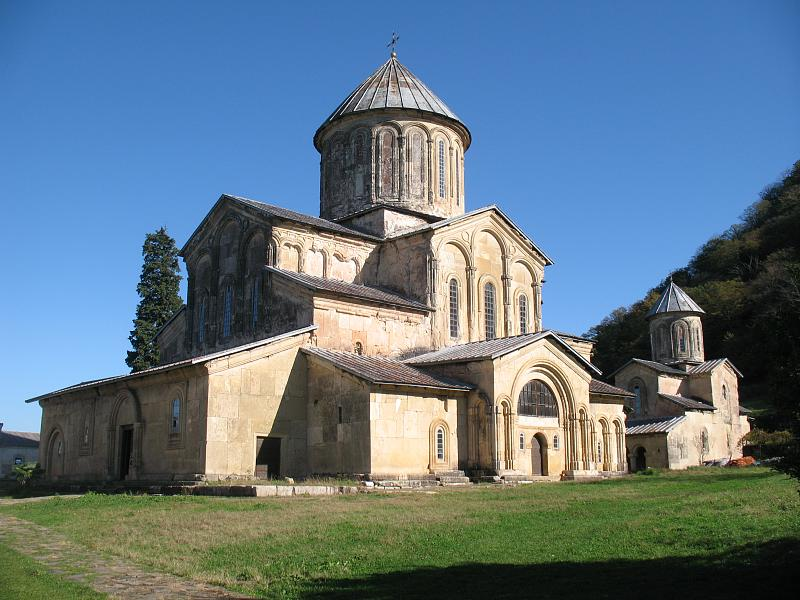
Monastère de Ghélati
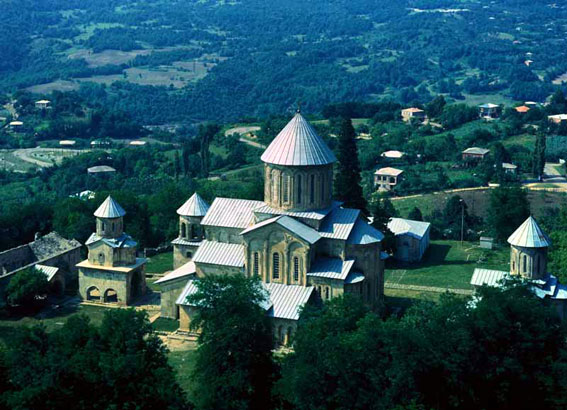
Koutaïssi
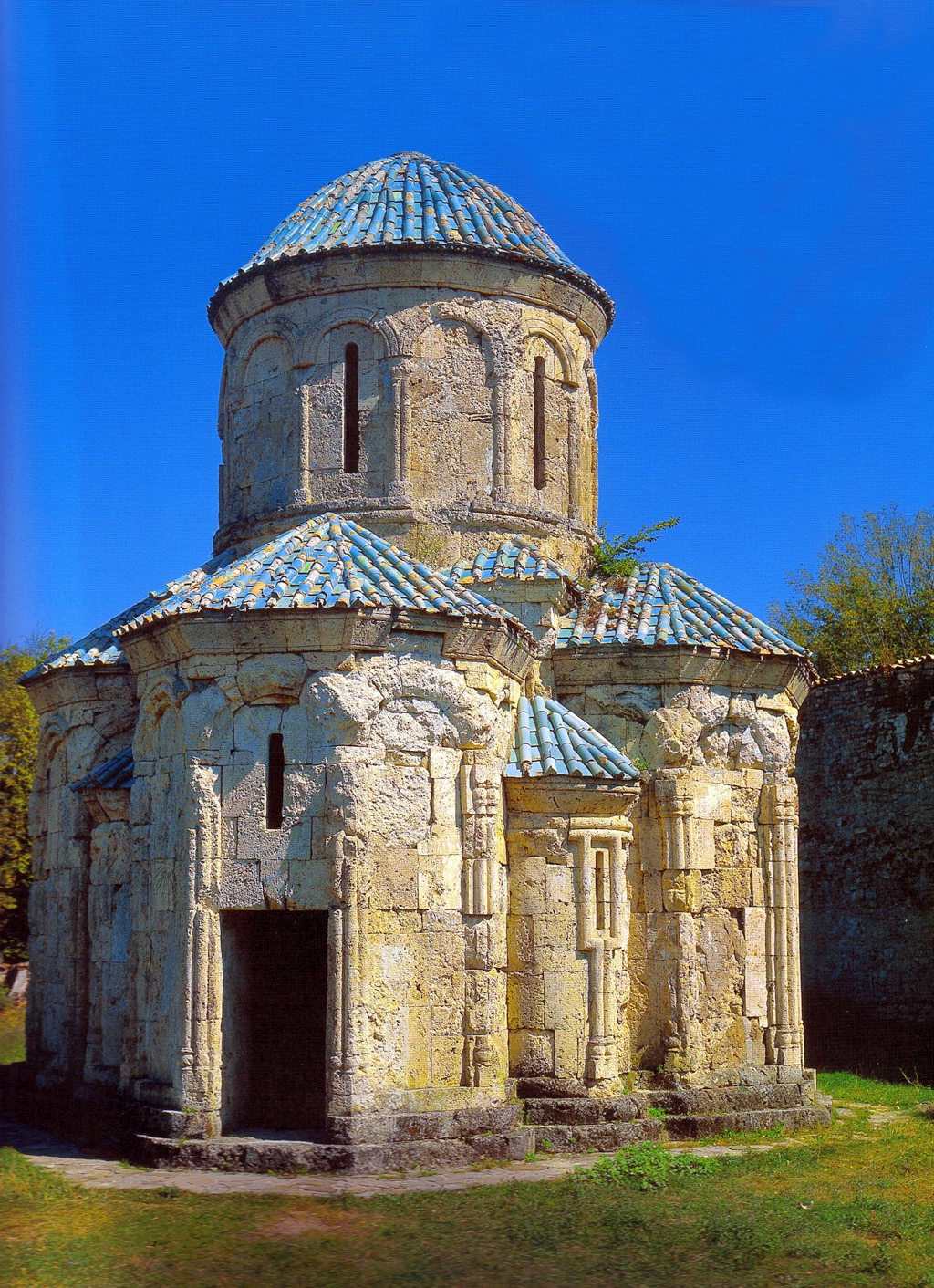
Église de Kvetera
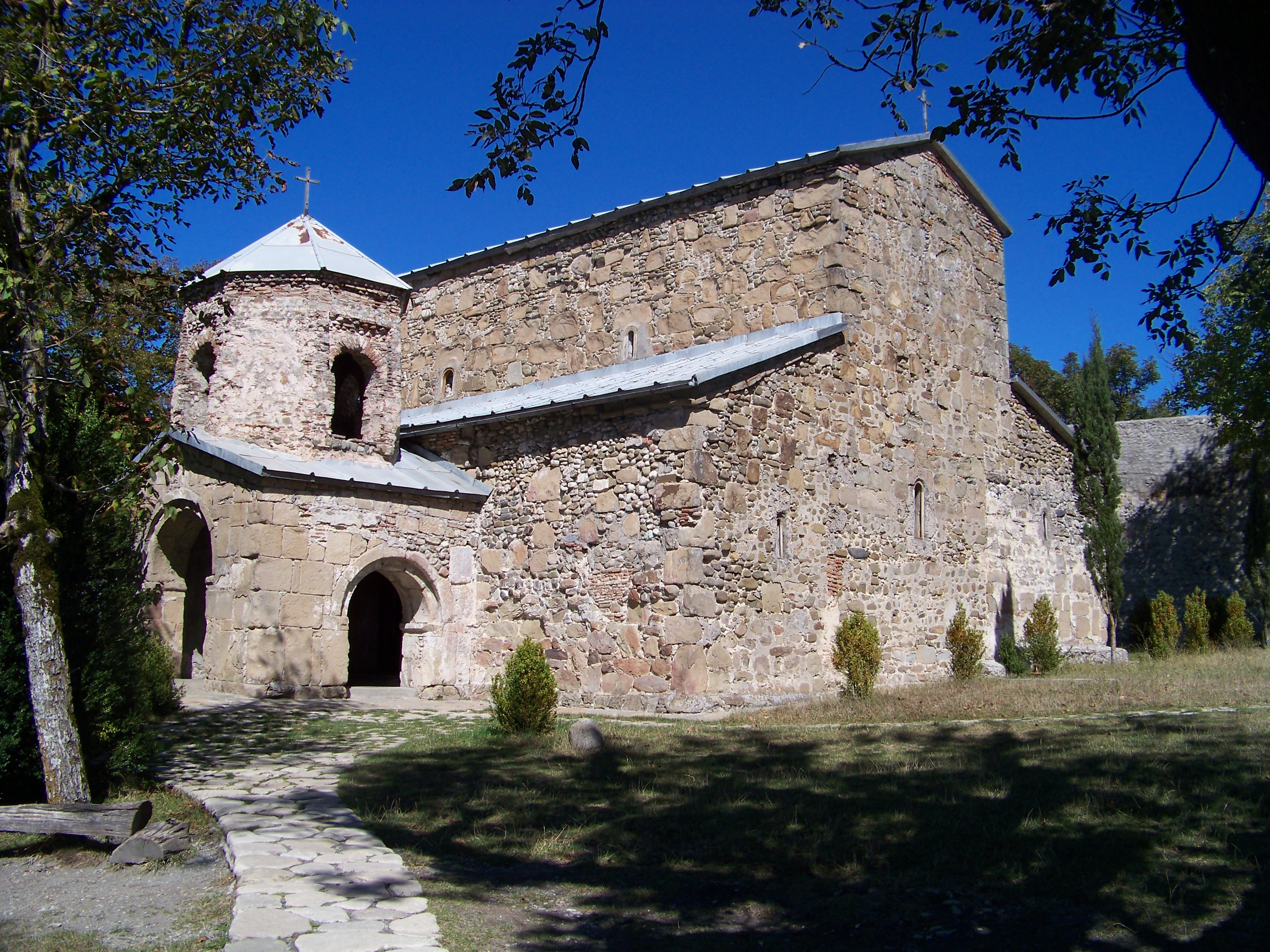
Monastère de Monastère de Zedazeni
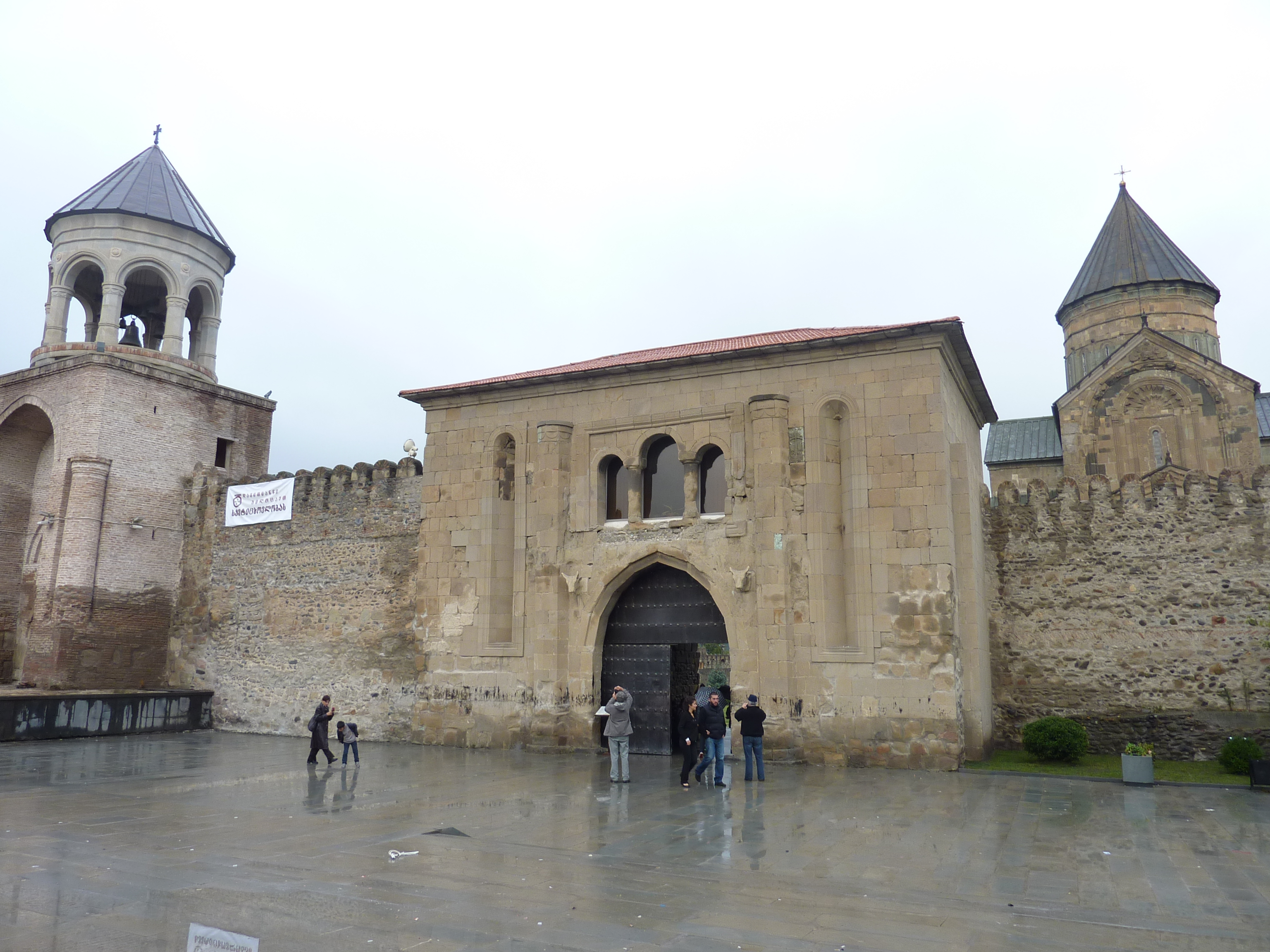
Portail d'entrée de la cathédrale de Mtskheta
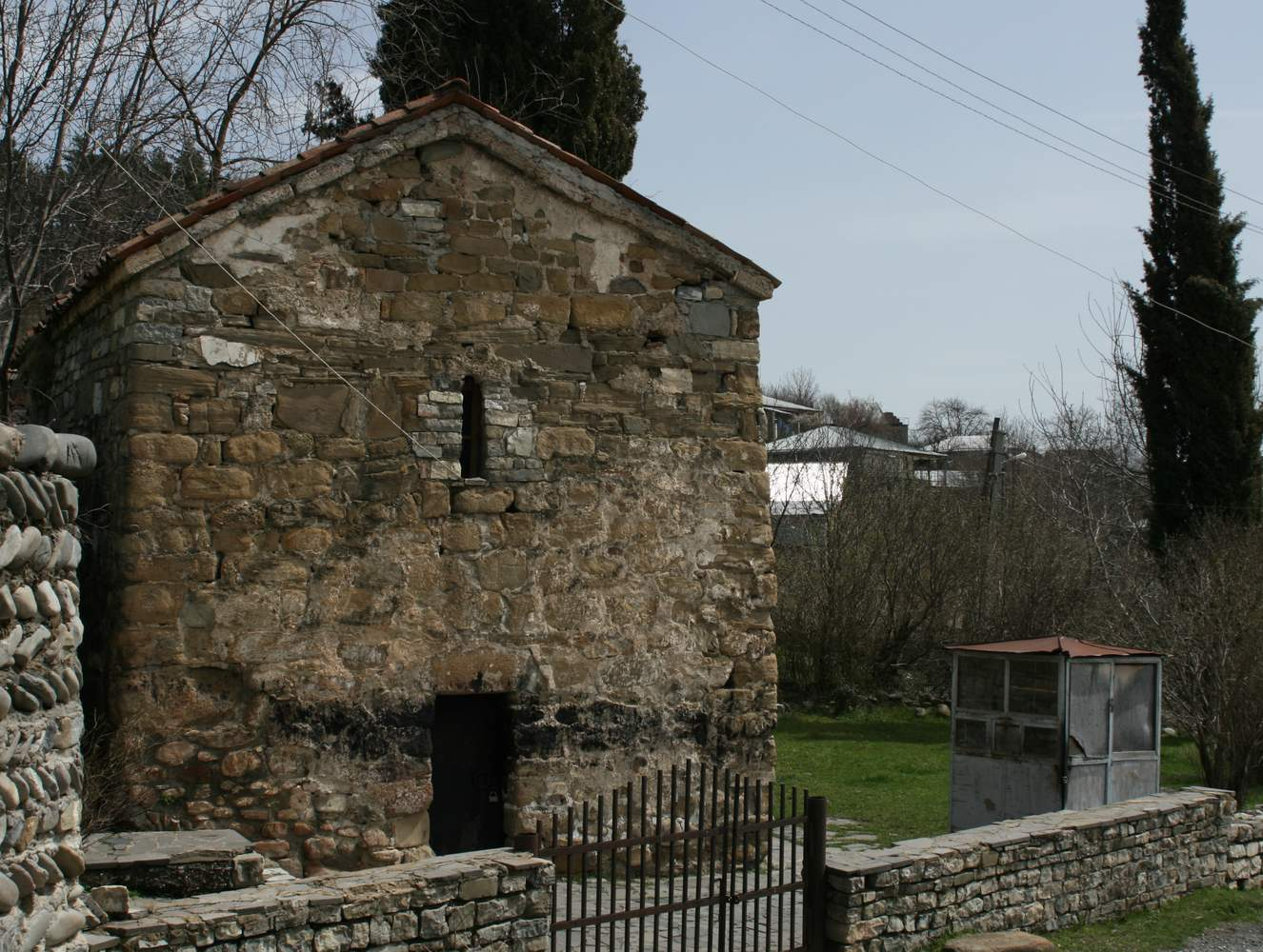
Doucheti
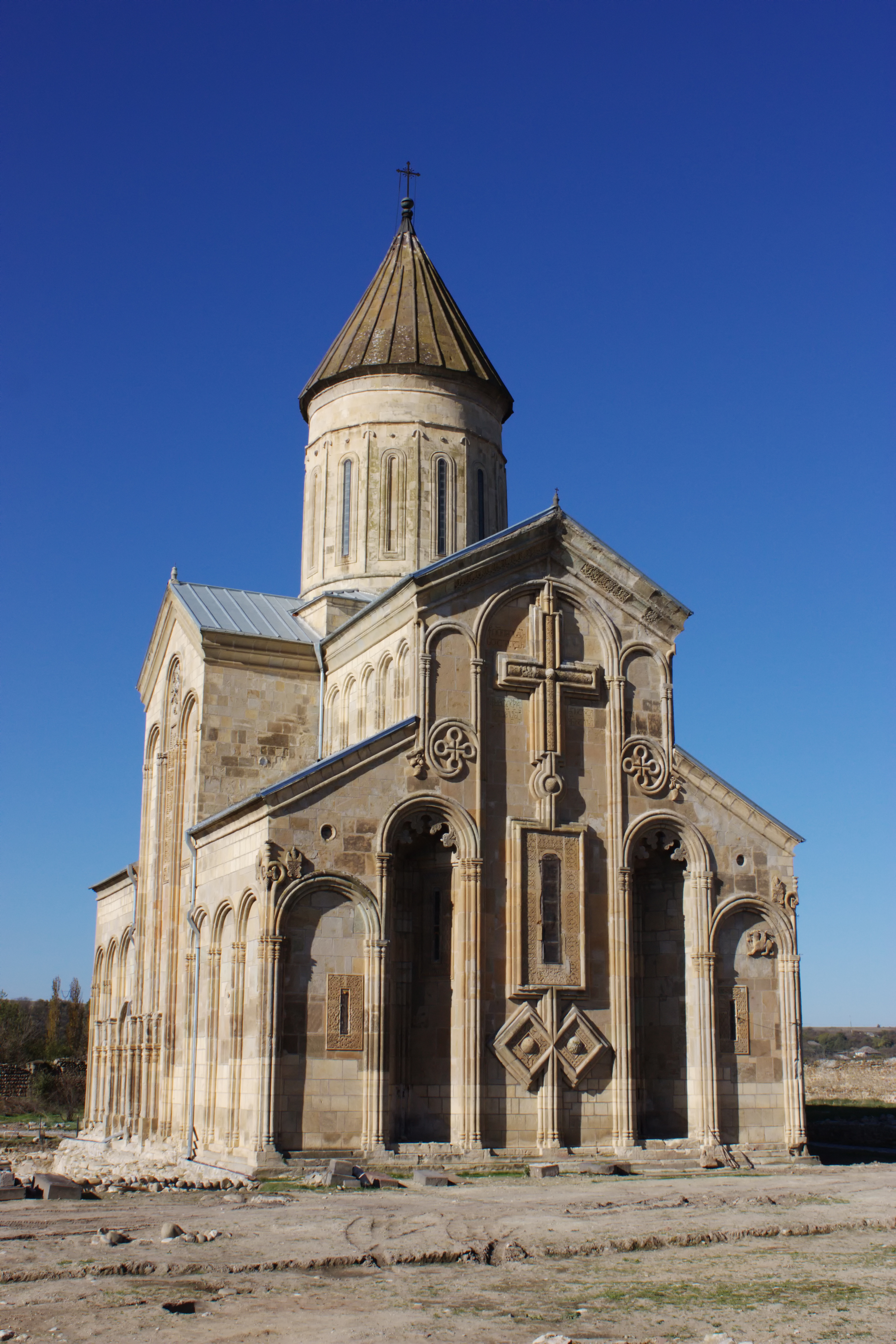
Cathédrale de Samtavissi
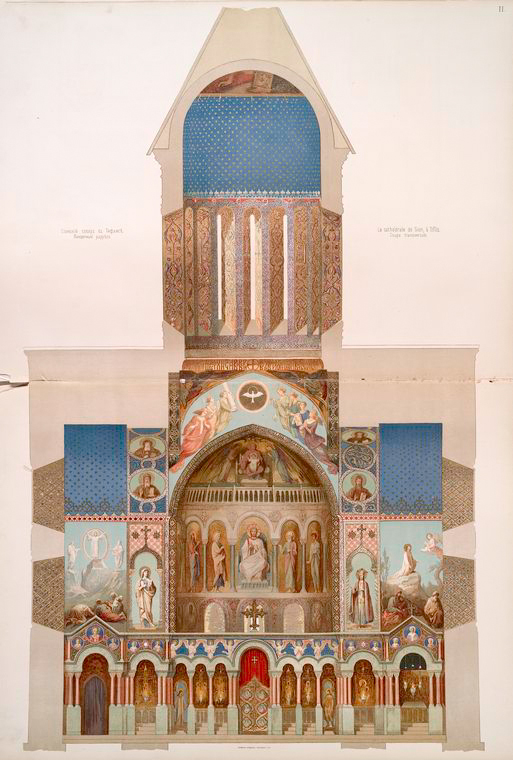
Dessin en coupe de la cathédrale Sioni (Tbilissi)
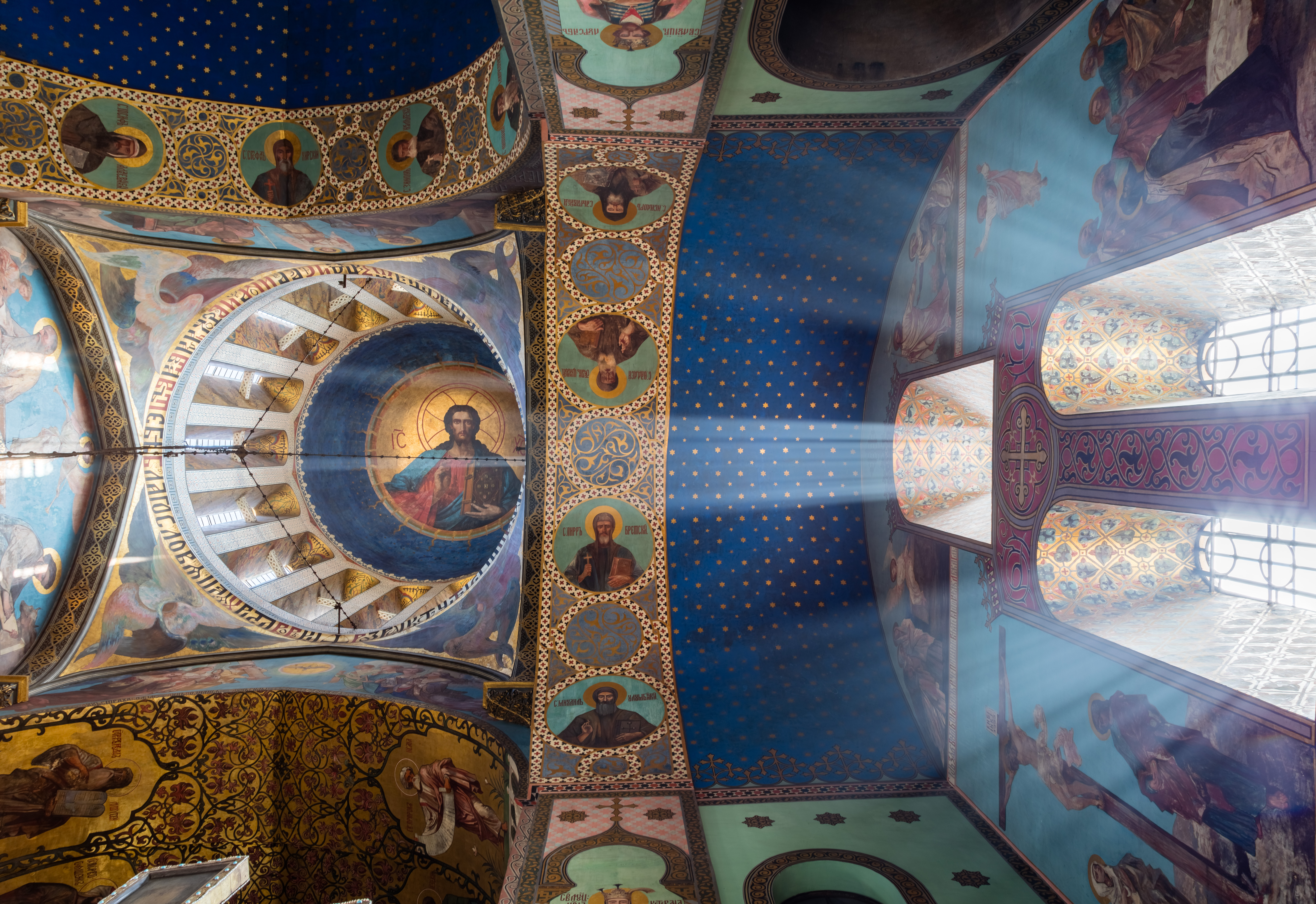
Plafond de la cathédrale Sioni (Tbilissi)
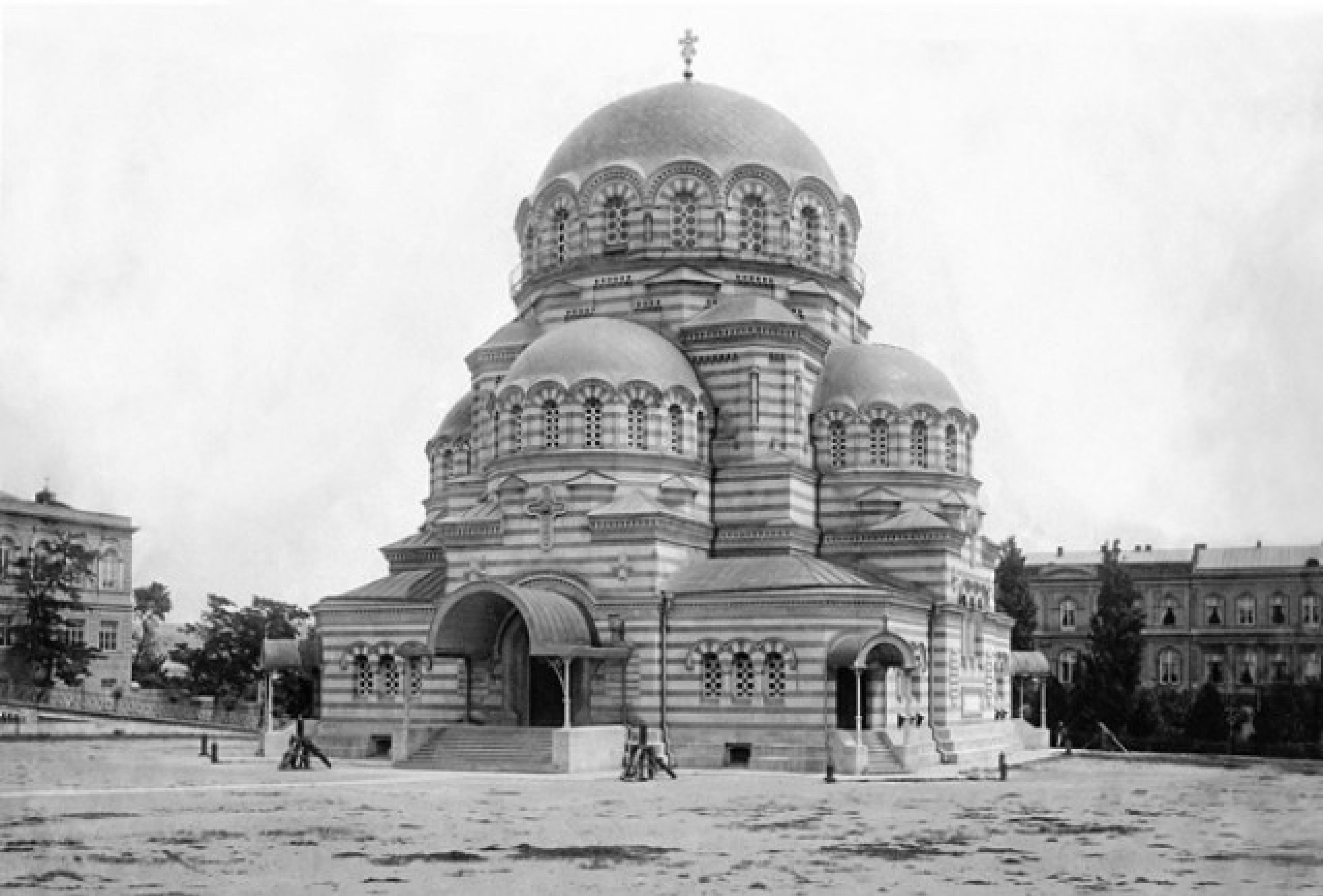
Cathédrale Alexandre Nevsky (Tbilissi) détruite dans les années 1930

## Repères 2020
Pour une population d'approximativement 4 000 000 Géorgiens en 2020
- Langues en Géorgie, Langues de Géorgie, Groupes ethniques en Géorgie[22]
- Édifices religieux en Géorgie
- Christianisme en Géorgie (en) (85..90 %)
  - Orthodoxie
    - Église orthodoxe géorgienne (80..85 %), Cent mille martyrs de Tbilissi (au 14e siècle),
    - Église vieille-orthodoxe géorgienne (depuis 1988),
    - Orthodoxes vieux-croyants, Moloques, Soubbotniks, Doukhobors (1842-1899),
    - Église orthodoxe russe en Géorgie (1 % ?),
    - Église apostolique arménienne (1 % ?, autrefois 5..8 %),

  - Catholicisme (1 %) 
    - Catholicisme romain en Géorgie, Administration apostolique du Caucase,
    - Église catholique chaldéenne,
    - Communauté grecque-catholique géorgienne (500, autour de Gori),

  - Protestantismes : anglicanisme, baptisme, pentecôtisme, mormonisme, adventisme... (1 % ?),
  - Liste des cathédrales de Géorgie (voir la version italienne),
- Islam en Géorgie (<10 %)
  - Bureau des musulmans du Caucase,
  - Meskhètes
- Autres spiritualités  (< 2 %) : 
  - Yézidisme[13],[14], Personnalités yézidis de Géorgie (en),
  - Judaïsme en Géorgie (8 000, contre 100 000 vers 1970),
    - Histoire des Juifs en Géorgie, Juifs des montagnes, Juifs Mizrahim,
    - Grande synagogue de Tbilissi (1895-1903), Synagogue d'Oni (1895), Synagogue de Koutaïssi (1885),
    - Congrégation des Juifs de Géorgie (en),

  - Bahaïsme en Géorgie (en) (1 588 en 2005),
- Néopaganisme 
  - Néo-paganisme caucasien (en),
  - Ætsæg Din (en),assianisme, néo-paganisme scythe,
  - Adyghe Habze (en), habzisme, habze circassien,
- Autres 
  - Sécularisme et irréligion en Géorgie (en) (> 10 % ?),
  - Liberté de religion en Géorgie) (en)[23],
  - Persécutions anti-chrétiennes dans le bloc de l'Est (1917-1990) (en)
- Entités indépendantistes (10 à 15 % de la population géorgienne) :
  - Abkhazie (250 000) : Religion en Abkhazie, Histoire des Juifs en Abkhazie (en), néopaganisme abkhaze
    - Catholicossat d'Abkhazie,

  - Adjarie (350 000) : Religion en Adjarie, Synagogue de Batoumi
  - Ossétie du Sud (55 000) : Islam en Ossétie du Sud (en), Christianisme en Ossétie du Sud (en)